# Nödcentralsverket

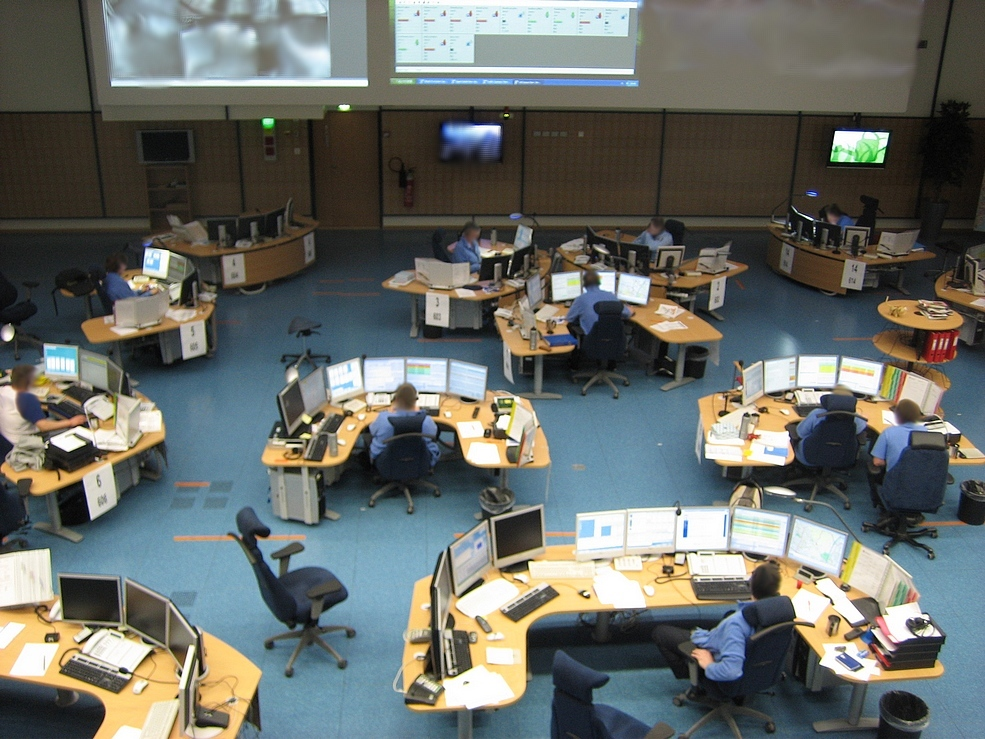
Nödcentralen i Kervo 2007

Nödcentralsverket (finska: Hätäkeskuslaitos) är en central statlig larmmyndighet i Finland, bildad 2001, med syfte att förmedla omedelbar hjälp i nödsituationer genom larmnumret 112. Verket bildades 2001–2005 genom att räddningsväsendets nödcentraler och polisens alarmeringscentraler sammanslogs. Åland har en egen organisation. Huvudnödcentralenhet har som uppgift att leda, styra och utveckla organisationens verksamhet, medan de ursprungligen femton underordnade nödcentralerna står för själva verksamheten. Antalet nödcentraler minskas till sex i en reform 2010–2014. Nödcentralsverket lyder under inrikesministeriet. Det leds av inrikesministeriet i samarbete med social- och hälsovårdsministeriet. Landskapet Åland har en egen alarmcentral, som Nödcentralsverket samarbetar med.
Nödcentralen kan larma räddningsverket (brandkår), ambulans, polis, sjöräddningsbåtar och -helkoptrar och sociala myndigheter. Personalen avgör själv vilken hjälp som behövs och kopplar samtalet vidare endast i undantagsfall. Årligen mottas ungefär tre miljoner nödsamtal.
Man strävar efter en svarstid på högst tio sekunder för 90 procent av nödsamtalen och en svarstid på högst 30 sekunder för 95 procent av nödsamtalen. Det nya datasystem som tas i bruk 2015 skall göra det möjligt att ta emot samtal vid en annan nödcentral då den närmaste har kö.
För närvarande går det inte att skicka textmeddelanden till numret 112, utan hörselskadade och andra specialgrupper som inte kan ta emot instruktioner genom vanliga telefonsamtal måste använda skilda nummer. Ca 100 sådana meddelanden hanteras årligen. Ett nytt datasystem som möjliggör textmeddelanden till 112 skall tas i bruk 2015. Möjligheten kommer fortfarande att kräva registrering.
Det rekommenderas att en person i nöd om möjligt själv skall ringa nödsamtalet, då personalen då i allmänhet har lättare att bedöma hjälpbehovet.